# Sisto Demenego
Sisto Demenego ist ein ehemaliger italienischer Skispringer.
Demenego gewann 1923 seinen ersten und einzigen italienischen Meistertitel vor Vittorio Collino und Giuseppe Ferrera.